# Auguste Alfred de Montaigu
Auguste Alfred de Montaigu (Parigi, 29 marzo 1816 – Parigi, 6 aprile 1888) è stato un generale francese.

## Biografia
Nato il 29 marzo 1816 a Parigi, Auguste Alfred de Montaigu era figlio di Auguste Louis Gabriel de Montaigu (1780-1846), colonnello di cavalleria che prestò servizio nell'esercito imperiale dal 1809 al 1814 e che fu ufficiale d'ordinanza dell'imperatore Napoleone I durante la campagna di Russia. Sua madre era la nobildonna Blanche Félicité Charlotte de Maillé de La Tour-Landry.
Entrò nella scuola di cavalleria nell'aprile del 1834 e ne uscì col grado di maresciallo del 1º reggimento di ussari.
Promosso sottotenente il 20 novembre 1839, entrò nel 3º reggimento dei cacciatori d'Africa coi quali si portò in Algeria. Il 14 maggio 1840, venne citato per essersi distinto nell'affare di Zamora e nuovamente il 13 agosto 1841 per essersi distinto nel combattimento contro gli arabi della tribù degli Ouled Salem. Creato tenente il 28 novembre 1841, il 19 aprile 1843 gli venne concessa la Legion d'onore. Promosso capitano il 22 dicembre 1845, il 22 febbraio 1849 entrò nel 1º reggimento carabinieri di Francia.
Il 7 gennaio 1852, ottenne il rango di maggiore del 6º reggimento ussari. Nel mese di aprile di quello stesso anno, passò al 7º reggimento cacciatori ed ottenne il rango di chef d'escadrons.
Il 31 ottobre 1852, entrò nel reggimento delle Guides, divenuto poco dopo delle Guides de la Garde. Divenne tenente colonnello dal 13 aprile 1855. Venne promosso ufficiale della Legion d'onore il 18 ottobre 1857.
Montaigu venne promosso al rango di colonnello il 24 dicembre 1858 e gli venne assegnato il comando del 5º reggimento ussari col quale combatté nella campagna d'Italia del 1859, combattendo in particolare nella battaglia di Magenta ed in quella di Medole.
Dopo la campagna militare in Italia, Montaigu prese il comando del reggimento delle Guides de la Garde dal 14 agosto 1860 ed il 13 agosto 1863 venne creato commendatore della Legion d'onore per mano dell'imperatrice Eugenia. In quello stesso anno ricevette la II classe dell'Ordine dell'Aquila Rossa di Prussia.
Il 12 agosto 1866, venne nominato generale di brigata. Comandò diverse brigate di cavalleria nella guerra franco-prussiana del 1870, durante la quale diresse soprattutto la brigata di cavalleria leggera del 4º corpo dell’armée du Rhin. Si distinse il 16 agosto 1870 nella battaglia di Mars la Tour dove venne ferito e fatto poi prigioniero dai tedeschi.
Rientrato in Francia, venne promosso generale di divisione il 20 aprile 1871. Prestò servizio ancora come generale ispettore della cavalleria in Algeria per poi prendere il comando della 5ª divisione di cavalleria dall'ottobre del 1873. Pensionatosi nel 1877, ottenne la croce da grand'ufficiale della Legion d'onore il 7 agosto 1877 e morì a Parigi il 6 aprile 1888.